# Роксоланская теория

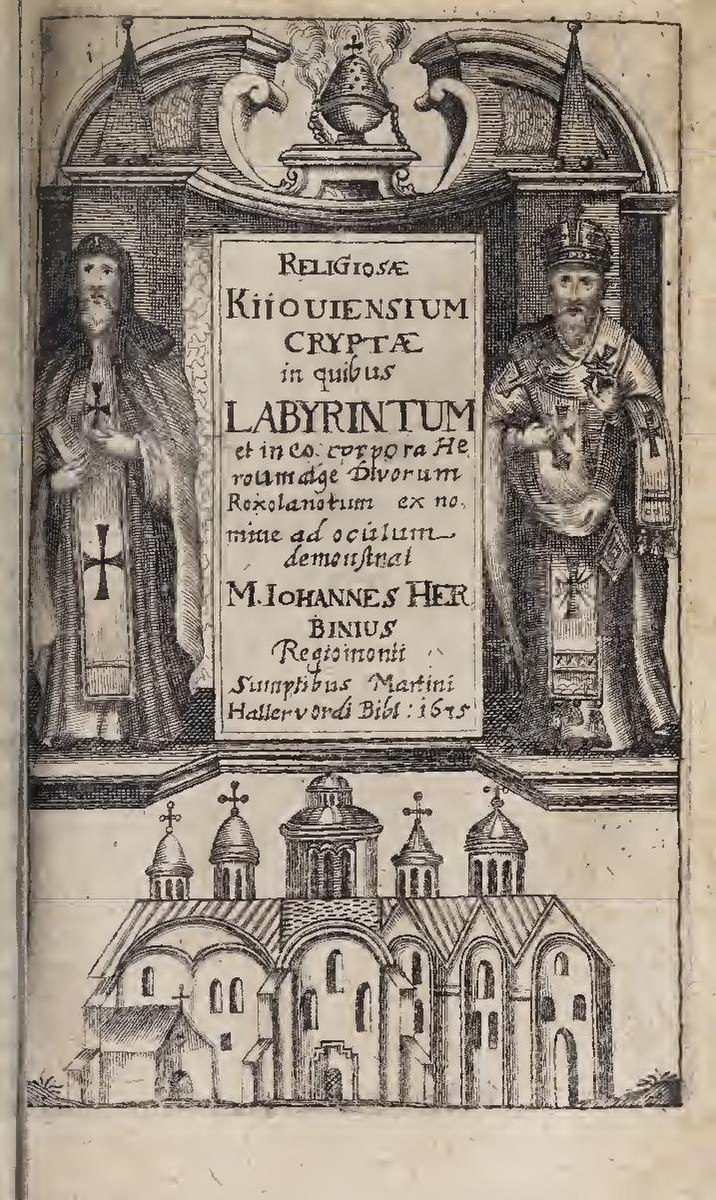
Книга 1675 года о захоронениях русских святых («Divorum Roxolanorum») в Киево-Печерской лавре

Роксоланская теория, роксоланизм — этногенетическая концепция, зародившаяся в эпоху Возрождения и постулировавшая, что народ Руси ведёт своё происхождение от древних роксолан. Приобрела значительную популярность в Европе и, в частности, в Речи Посполитой, а затем сыграла большую роль также в российской историографии.

## История
Впервые о связи между русинами (rutheni) и указанными Страбоном роксоланами писал в сочинении «О состоянии Европы в правление Фридриха III» Энеа Сильвио Бартоломео Пикколомини, позже ставший папой Пием II (ум. 1464). Среди польских историков первым об этом писал Матвей Меховский в «Трактате о двух Сарматиях» в 1517 году. Данная концепция была использована и развита многими европейскими историками и интеллектуалами. К причинам её популярности в русле общеевропейской тенденции того времени по поиску происхождения народов в Античности относятся созвучие названий (роксоланы и Русь) и географическая близость Руси и Северного Причерноморья, где в древности жили роксоланы. На основе этих идей Русь в западных и западнорусских источниках раннего Нового времени нередко называется Роксоланией. В отличие от аквитанского племени рутенов, название которых также было заимствовано для обозначения восточных славян и Руси (в форме Рутения), но которые не подходили на роль предков русских, роксолан действительно считали таковыми, а их войны с понтийским царём Митридатом представлялись фактом русской истории.
Популярность роксоланской концепции в Речи Посполитой XVI—XVII веков определялась также тем обстоятельством, что происхождение от сарматского племени роксолан давало западнорусской шляхте возможность присоединиться к господствующей в Речи Посполитой концепции сарматизма, обосновывающей особые шляхетские права.
Роксоланская концепция встречается в сочинении члена киевского братства Захарии Копыстенского «Палинодия» (1621), а также в «Киевском синопсисе» Иннокентия Гизеля (1674). Благодаря «Киевскому синопсису», пользовавшемуся большой популярностью в России, роксоланская теория повлияла и на российскую историографию. Архиепископ Феофан (Прокопович) в качестве латинского заглавия для своей речи на смерть Петра I выбрал «Lacrime Roxolanae», то есть «роксоланские слёзы». Сторонником теории происхождения русского народа от роксолан, с учётом существования таких взглядов в Европе, был и М. В. Ломоносов, под влиянием которого она активно постулировалась в российской историографии в противовес норманизму. Российский историк Д. И. Иловайский выражал уверенность, что «Рось или Русь и Роксаланы это одно и то же название, один и тот же народ». Российский историк Г. В. Вернадский также отмечал схожесть первой части названия роксолан с наименованием россов. По его мнению, название роксолан (или рухс-асы) позднее было принято группой славянских антов. В СССР археолог В. В. Седов вслед за лингвистом О. Н. Трубачевым считал, что в название роксолан могло отразить ту же основу, что и в название русь. Близкие идеи высказывал также академик Б. А. Рыбаков. Сторонниками роксоланской теории являются А. Г. Кузьмин, В. В. Фомин и Е. С. Галкина.

## Критика
Критика роксоланской концепции началась в XIX веке благодаря развитию критики источников, вспомогательных исторических дисциплин и лингвистики, а также более углублённым исследованиям истории сарматских народов, в том числе роксолан. Согласно современным научным представлениям происхождение славян и, в частности, русских не связано с ираноязычными народами, поскольку, в частности, языки этих групп народов относятся к разным ветвям индоевропейской языковой семьи. Е. А. Мельникова и другие лингвисты полагают, что роксоланская гипотеза исторически недостоверна, лингвистически наивна и, как и другие этимологические построения антинорманистов, является типичным случаем народного этимологизирования.

## В культуре
Роксоланская концепция, вероятно, повлияла на то, что известная наложница и супруга османского султана Хюррем была описана в литературе и историографии под именем Роксолана. Таким именем впервые назвал её в своём латиноязычном сочинении «Турецкие записки» (лат. Legationis Turcicae epistolae quatuor IV) посол Священной Римской империи в Османской империи Ожье Гислен де Бусбек, основываясь на её предположительном происхождении с территории, называемой Роксоланией.
В 1629 году польский поэт Шимон Зиморович написал поэтический цикл из шестидесяти девяти барочных идиллий под названием «Роксоланки, то есть русские панны». Изданный в 1688 году в Чернигове панегирик Ивану Мазепе авторства Яна Орновского носит название «Муза Роксоланская».